# Carmen Romero Quero
Carmen Romero Quero (Santiago de Chile, 9 de noviembre de 1958) es una gestora cultural chilena, directora ejecutiva de Fundación Teatro a Mil y directora general del Festival Internacional Santiago a Mil.
Su trabajo se ha centrado en proyectos que apuntan a hacer que el arte contemporáneo y las artes escénicas de excelencia sean fundamentales en la vida de los chilenos. Es una líder propulsora de redes culturales en Latinoamérica y asesora estratégica en proyectos de alto impacto en la percepción de las personas y en la transformación de la ciudad.
A través de Fundación Teatro a Mil, se ha dedicado a apoyar la creación artística chilena, a internacionalizar las artes escénicas latinoamericanas, al desarrollo de públicos y a acortar la brecha social y geográfica en el acceso a las artes escénicas en Chile.
En 2004 fue nombrada Chevalier de l’ordre des Arts et des Lettres (caballero de las Artes y de las Letras) por el Ministerio de la Cultura y la Comunicación de Francia; en 2014 denominada Cavaliere dell’Ordine della Stella d’Italia; en 2018 fue condecorada con la Orden Nacional del Mérito en el grado de Chevallier, otorgada por el Gobierno de Francia; en 2022 con el Premio Internacional al Mérito entregado por la International Society for the Performing Arts, ISPA, Estados Unidos; y en 2024 recibió la Medalla Goethe, el reconocimiento más importante que entrega la política cultural exterior de Alemania. 

## Periodismo
Trabajó en el diario Fortín Mapocho y en Radio Nuevo Mundo, y colaboró en las revistas Cauce y Análisis. En ese tiempo, el director y actor de teatro Andrés Pérez le pidió apoyo para un proyecto de teatro callejero titulado Todos estos años. Desde ese momento, Carmen Romero quedó ligada a la gestión cultural y, en especial, a la producción teatral.

## Gestión cultural (1985 – presente)

### Productora independiente (1985–1991)
Se incorporó al mundo de la producción teatral con Todos estos años, proyecto de Andrés Pérez que en 1985 recorrió las calles de Santiago. Tres años más tarde, el director la convocó para producir el que sería uno de los mayores hitos del teatro chileno: La negra Ester, obra basada en las peripecias de Roberto Parra. Junto a Andrés Pérez y un grupo de artistas fundan el Gran Circo Teatro.
Siguiendo el modelo desarrollado con Andrés Pérez, e intentando escapar de la precariedad y el desamparo que ahogaba a la gestión cultural durante la dictadura, más tarde Carmen Romero creó la productora independiente El Carro Producciones. En esos años produjo las muestras Clásicos del teatro experimental y Ocho clásicos del teatro experimental, en el marco del Festival Mundial Teatro de Las Naciones, y se encargó de la producción de grandes montajes al aire libre, exposiciones de artes visuales, mesas redondas e intervenciones artísticas.

### Romero & Campbell (1991–presente)
Con el deseo de abrir espacios para el arte escénico y producir el anhelado encuentro entre el público y los artistas, Carmen Romero transformó El Carro en la productora independiente Romero & Campbell, junto a la productora Evelyn Campbell. En sus inicios, continúa a cargo de la producción de las obras de Andrés Pérez, como Teatral callejero, y organiza las giras internacionales de La negra Ester.
En la década de los 90, trabaja junto a las compañías La Troppa, Teatro La Memoria y Teatro del Silencio, entre otras compañías, produciendo y gestionando la itinerancia de sus espectáculos en muestras de teatro chilenas e internacionales.
En 1994 organiza y produce por primera vez la muestra Teatro a Mil, en la recientemente recuperada Estación Mapocho, proyecto que con los años se transformaría en uno de los mayores hitos del teatro en Chile: el Festival Internacional Santiago a Mil.
Desde 2011, Romero & Campbell produce el desfile navideño más grande del país, Paris Parade.
Además, Romero & Campbell realizó el management, producción y representación del grupo Los Tres, de Álvaro Henríquez hasta 2003, con los que produjo los discos Se remata el siglo, La espada y la pared, Unplugged y Fome. Organizó conciertos masivos de música popular, produjo ciclos de danza y se encargó de las comunicaciones de varias películas chilenas hasta 2007.

### Festival Internacional Santiago a Mil (1994–presente)

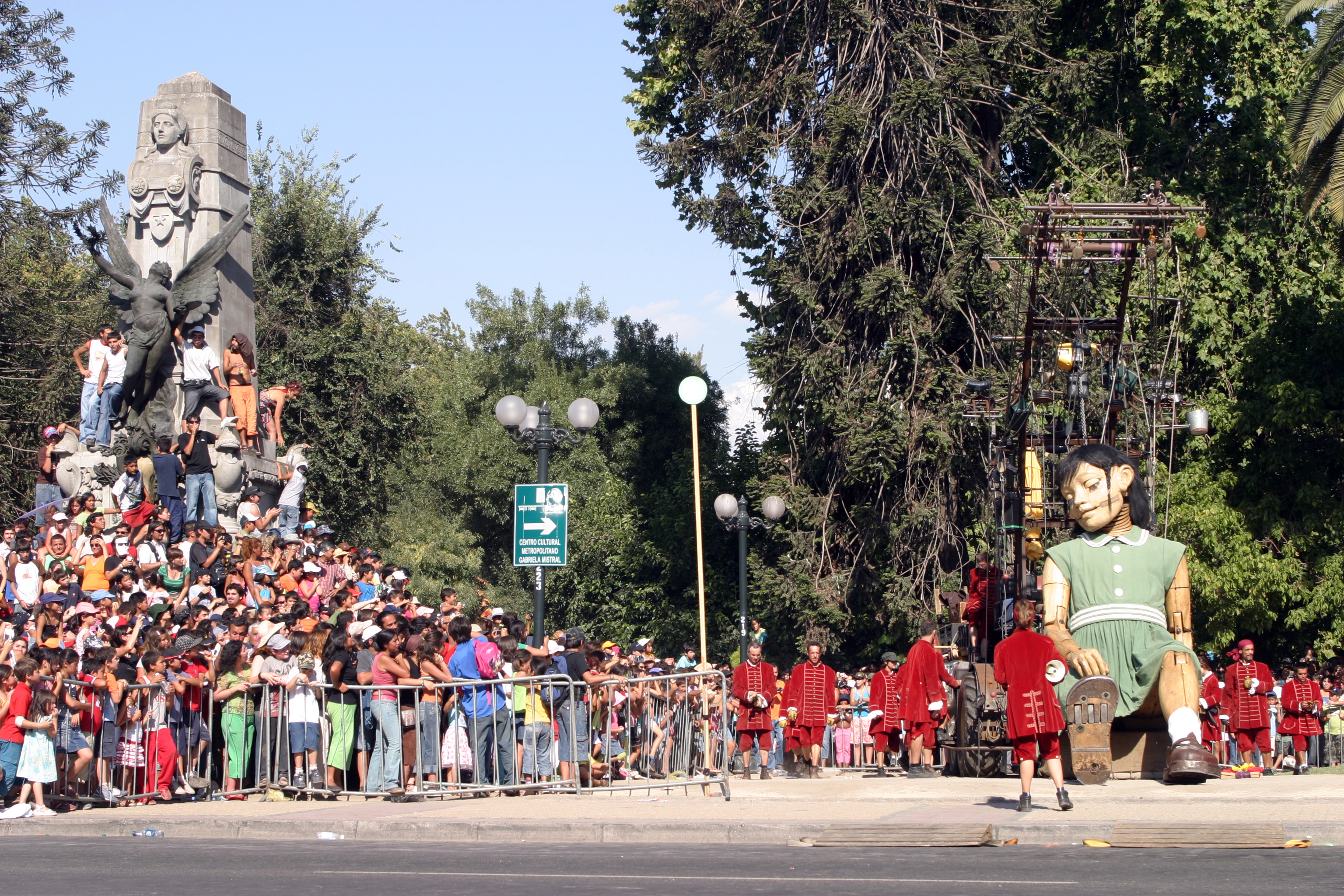

El festival Teatro a Mil se tomó el verano de 1994 con la intención de que el público se acercara más al teatro y a nuevos contenidos en un Chile democrático. En aquella primera edición, contó con la participación de Teatro La Memoria, Teatro del Silencio y La Troppa, compañías nacionales a las que se fueron sumando en las siguientes versiones otras bajo la batuta de destacados dramaturgos y directores chilenos como Andrés Pérez, Ramón Griffero o Alejandro Goic, que llevaron a la Estación Mapocho La negra Ester y Las siete vidas del Tony Caluga, entre muchos otros montajes.
En 1996, el ciclo invitó primera vez a una compañía internacional, los brasileños de Sobrevento. Desde entonces, el festival ha recibido a grandes artistas internacionales como Pina Bausch, Ariane Mnouchkine, Robert Wilson, Christoph Marthaler, Jan Fabre, Krystian Lupa, Ivo van Hove, Sasha Waltz, Needcompany, Dimitris Papaioannou, Romeo Castellucci, Lemi Ponifasio, Thomas Ostermeier y Royal de Luxe con la recordada Pequeña Gigante, que en 2010 reunió a tres millones de personas en las calles de Santiago.
A lo largo de sus ediciones, el festival se abrió a nuevas disciplinas y audiencias, incorporando danza, música, performance, instalaciones y artes visuales. También se extendió a cada vez más comunas de la Región Metropolitana de Santiago y paulatinamente a diferentes regiones del país, empezando en 1999 con la extensión a Valparaíso. En 2003 se encomendó la curatoría de la programación nacional a un jurado especializado, y se inició una línea de formación para el público y artistas con foros, clases magistrales y conversaciones.
En 2005, para evidenciar el carácter aperturista y multidisciplinar, el festival pasó de llamarse Teatro a Mil a asumir su nombre actual, Festival Internacional Santiago a Mil.

### Fundación Teatro a Mil (2004–presente)
Carmen Romero es fundadora y directora Ejecutiva de Fundación Teatro a Mil desde su creación en 2004. Su labor a la cabeza de esta institución sin fines de lucro se organiza en torno a cuatro líneas de acción: creación, acceso, formación e internacionalización. Entre todos los proyectos que se desarrollan al año, destaca por su gran alcance el Festival Internacional Santiago a Mil, que se realiza cada año en el mes de enero desde 1994.
Les gestión institucional que ha encabezado, ha venido desarrollando un modelo de colaboración público-privada a partir de la recaudación de fondos para los proyectos y de otros tipos de apoyos no monetarios que robustecen los proyectos en términos de visibilidad, relacionamiento y alcance de los mismos. Todos los proyectos y programas que realiza Fundación Teatro a Mil se llevan a cabo en colaboración con otros, sean empresas privadas, instituciones públicas, reparticiones diplomáticas, salas o espacios, artistas, etc.

#### Creación
La fundación ha producido y coproducido espectáculos de artistas nacionales e internacionales de renombre, como Sin sangre, de Teatrocinema; Como el musguito en la piedra ay sí, sí, sí, de Pina Bausch; Amledi, el tonto, de Raúl Ruiz; Villa + Discurso, Escuela y Mateluna, de Guillermo Calderón; Tercer cuerpo, de Claudio Tolcachir; No despiertes a los niños, de Cristian Plana; El año en que nací, de Lola Arias; Sobre la cuerda floja, de Teatro Milagros; Buchettino, de Romeo Castellucci; Roman photo, de Royal de Luxe y La Gran Reyneta.
A ello se suma la realización cada año del ciclo de teatro chileno contemporáneo Teatro Hoy, que desde 2011 presenta una programación con reposiciones y estrenos para potenciar la cartelera otoñal de Santiago de Chile.

#### Acceso
Con el objetivo de favorecer el acceso en zonas del país que habitualmente no tienen acceso a artes escénicas de excelencia, puso en marcha las giras Teatro a Mil (2010 y 2012), que programó en regiones, de manera gratuita, obras destacadas del festival Santiago a Mil. Para descentralizar el acceso en la zona de la capital, realizó el ciclo Teatro a la chilena (2010), que recorrió 20 comunas de la Región Metropolitana con funciones gratuitas, incluyendo remontajes creados para celebrar los 200 años del teatro chileno.
En cuanto a la música, organizó conciertos masivos y gratuitos en diferentes ciudades del país, como la fiesta popular Canta América Canta (2006), que celebró la toma de mando de la presidenta Michelle Bachelet; el concierto Cien años mil sueños (2008), homenaje a Salvador Allende en el Estadio Nacional; el rescate de la ópera Inés de Suárez (2010), con la actuación de Ángela Marambio; el Concierto para Violeta (2011), dirigido por el maestro Massimiliano Stefanelli, director de la Orquesta del Teatro di San Carlo, con la participación de Pedro Aznar, Claudia Acuña, Inti Illimani Histórico, Ana Tijoux, Francisca Valenzuela y Javiera y Los Imposibles; Suena a Gospel (2012), con el Harlem Opera Theater de Nueva York; y Tanguería (2013), bajo la dirección de Juan Carlos Cuacci, con la participación de Pipi Piazzolla y los bailarines Raúl Lavié y Julia Zenko.
En 2014, para celebrar los 450 años del nacimiento de William Shakespeare, se organizó una semana dedicada a su vida y obra, presentando por primera vez en Chile al Shakespeare’s Globe, uno de los teatros ingleses más emblemáticos, donde Shakespeare estrenó sus principales obras.
A todo lo anterior se suma la programación de grandes espectáculos de circo contemporáneo internacional en Santiago: Rain (2013) y Cirkopolis (2014), de la compañía canadiense Cirque Éloize; Knitting Peace, de la compañía sueca Cirkus Cirkör (2015); y Paris de Nuit (2016), del grupo húngaro Recirquel.

#### Formación
La formación de públicos y profesionales se ha potenciado a través de varios proyectos formativos como las funciones de Buchettino en el marco del programa Lee Chile Lee (2012); los Talleres de Dramaturgia del Royal Court Theatre en Chile, con una versión para 12 jóvenes dramaturgos chilenos en 2012 y 2013, una segunda versión con autores de Argentina, Uruguay y Chile en 2016 y 2017 y una tercera versión con autores de Perú y Chile entre 2018 y 2020; la Escuela Nómade del Théâtre du Soleil en Chile (2015), donde participaron 250 participantes durante 20 jornadas; el programa piloto Teatro en la Educación, lanzado en 2016 en dos escuelas de La Granja y posteriormente ejecutado en ocho colegios del Servicio Local de Educación Pública (SLEP) de Barrancas -Lo Prado, Pudahuel, Cerro Navia-; y el Programa de Dirección Escénica (2016-2017-2018-2019)21 para seis jóvenes directores chilenos, con actividades en Chile y Alemania.
A estos proyectos se suma LAB Escénico, programa educativo que complementa todos los proyectos de la fundación con talleres para artistas y encuentros con el público. En ese contexto se realiza también el programa Pequeñas Audiencias, iniciativa para acercar las artes escénicas a niños y jóvenes de 9 a 12 años.

#### Internacionalización
Uno de sus proyectos más relevantes es Platea, antes conocida como Semana de Programadores, espacio dentro del Festival Internacional Santiago a Mil que reúne a un promedio de 200 programadores de todo el mundo en torno a las artes escénicas latinoamericanas. Con los años se ha convertido en una de las principales plataformas para la promoción e intercambio entre profesionales de las artes escénicas en la región.
Otro proyecto de intercambio es la presentación, desde 2011, de una extensión del Festival Internacional de Teatro de Buenos Aires (FIBA) en Santiago. En sentido contrario, la fundación gestiona la presencia de compañías chilenas en el festival bonaerense.
En paralelo a estos proyectos, Carmen Romero ha participado y organizado diferentes instancias de intercambio cultural a título personal. En 1994 presidió la Red Latinoamericana de Promotores Culturales de América Latina y el Caribe, de la cual es miembro fundador, y organizó el Primer Foro Cultural del Mercosur (1997), el Encuentro de Productores Nacionales (1998), la Feria de las Artes Escénicas del Cono Sur (2001-2007), y el primer y segundo Encuentro de Festivales de Iberoamérica (2008 y 2009).
Otras instancias de participación
Actualmente impulsa junto a otros gestores y gestoras la Red de Festivales, que reúne a más de 26 iniciativas a lo largo de Chile; es parte del espacio de diálogo Propuesta de Acuerdo Social (PAS), generado por el rector de la Universidad de Chile, Ennio Vivaldi, en el contexto de la crisis social de nuestro país. También es parte del consejo asesor de “Tenemos que hablar de Chile", plataforma de conversación sobre nuestro futuro como país tras la crisis sanitaria, convocado por el Centro UC de Políticas Públicas, la Universidad de Chile y Google. 